# Konstanty Popiel (miecznik żydaczowski)
Konstanty Popiel Chościak herbu Sulima (zm. w 1758) – dziedzic Biechowa, Chocimowa, Oszkowic, Owczar, stolnik (1723), miecznik (1724) żydaczowski, potem stolnik (1736) i chorąży (1754) wiślicki. Mąż Marianny Piegłowskiej herbu Nałęcz, ojciec Stanisława (zm. 1760), Elżbiety, Pawła.
Elektor Stanisława Leszczyńskiego w 1733. Delegat województwa sandomierskiego w konfederacji dzikowskiej w 1734, poseł z ziemi sandomierskiej na sejm 1748.